# Rüdiger Huzmann
Rüdiger Huzmann († 22. Februar 1090) war Bischof von Speyer von 1074 bis 1090.

## Herkunft
Rüdiger, genannt Huzmann, stammte aus einer den Saliern nahestehenden Familie. Er war Kanoniker am Speyerer Dom und leitete die renommierte Domschule, an der Benno von Osnabrück als Lehrer tätig war.

## Politisches Umfeld
1074 wurde Rüdiger von Heinrich IV. als Bischof von Speyer eingesetzt. Im Investiturstreit hielt sich Rüdiger an der Seite des Königs. Er gehörte auf der Reichsversammlung, die im Januar 1076 in Worms stattfand, zu den Bischöfen, die Gregor VII. den Gehorsam aufkündigten. An der folgenden Reichsversammlung im Mai 1076, auf der der Papst abgesetzt werden sollte, war er aber nicht mehr beteiligt. Für seine königstreuen Aktivitäten wurde er von Papst Gregor VII. gebannt. Um den Bann zu lösen, sprach er in Rom vor und nahm eine Klosterhaft auf sich. In den erneut aufbrechenden Auseinandersetzungen zwischen Heinrich IV. und Gregor VII. wurde er erneut gebannt. Nachdem er im ebenfalls kaisertreuen Speyer keinen Gegenbischof zu fürchten hatte, blieb er gegenüber dem Papst kompromisslos.

## Wirken
In seiner Zeit als Bischof begann der Umbau des Domes, der als Grablege der Salier für den Kaiser hohe Bedeutung hatte. Dieser stärkte die Position des Bistums durch die Schenkung zweier Grafschaften, darunter Teile des Speyergaus.
Bischof Rüdiger siedelte 1084 erstmals Juden in Speyer an. Hintergrund war, dass ein erheblicher Teil der Jüdischen Gemeinde Mainz nach Speyer floh, nachdem dort das jüdische Viertel abgebrannt war, die Gemeinde von Mainzer Mitbürgern bedroht worden und ein prominentes Mitglied der Jüdischen Gemeinde Worms dort einem Raubmord zum Opfer gefallen war.